# Armand-René Soucanye de Landevoisin
Armand-René Soucanye de Landevoisin, né le 30 juillet 1780 au château d'Auvillers (Neuilly-sous-Clermont, Oise), et décédé dans le même lieu le 21 janvier 1864, est un militaire français des guerres napoléoniennes (1801-1814) et de l'expédition d'Espagne (1823), créé baron (titre inachevé) en 1816, colonel d'infanterie.

## Biographie

### Famille

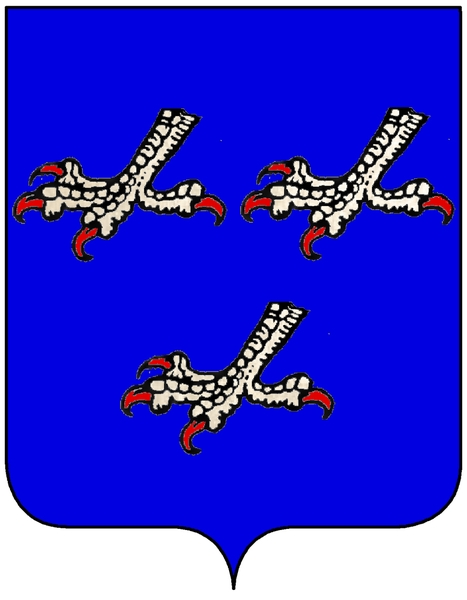
Armes de la famille Soucanye de Landevoisin : D'azur à 3 griffes d'argent armées de gueules 2 et l.

Armand-René Soucanye de Landevoisin est le fils de René Henri Soucanye de Landevoisin, garde du corps du roi, puis colonel de cavalerie (1735-1814) et d’Élisabeth Porchon de la Saussaie (1743-1838).
Il naît le 30 juillet 1780 au château d'Auvillers, à Neuilly-sous-Clermont dans le département actuel de l'Oise.
Il épouse le 10 novembre 1817 à Laval Blanche Duchemin du Boisdupin dont il a trois enfants:
- 1. Edmond de Landevoisin, marié à Demoiselle de la Barre, qui fut partagé de la terre de Lasnières, paroisse de Vaiges.
- 2. Armand de Landevoisin, marié à Demoiselle Coustard de Souvré dont il a eu deux enfants. Il eut en partage, entre autres terres, la métairie de la Brochardière.
- 3. Blanche de Landevoisin, mariée en premières noces à Louis de Berset, ancien représentant de la Mayenne, et en secondes noces à Henry Armand de Heere.

Le vicomte Révérend écrit : 

« Cette famille Soucanye est originaire de Nesle en Picardie, où plusieurs personnes de ce nom firent enregistrer leurs armoiries [différentes entre elles] à l'Armorial général de 1696 ; elle a donné des avocats en parlement, des baillis du marquisat de Nesle, etc., et de nos jours des officiers supérieurs. Elle ne figure en Picardie ni à la maintenue de 1666 ni aux assemblées de la noblesse en 1789. »

Les Landevoisin portent : D'azur à 3 griffes d'argent armées de gueules 2 et 1 ; supports deux sauvages debout avec massues.
"Landevoisin" est un nom de terre, correspondant au village de Landevoisin sis à quelques kilometres de Nesle, nommé aujourd'hui Languevoisin.

### Carrière militaire
Entré au service en 1801 comme second lieutenant dans le 1er régiment d'artillerie de la marine, il fait partie sous les ordres du général Charles-Mathieu-Isidore Decaen, de l'expédition des Indes orientales en 1803, puis prend part à presque toutes les campagnes du Premier Empire : armée du nord (1806), campagne de Prusse et de Pologne (1807), campagne d'Allemagne et d'Autriche (1809), campagne de Russie (1812).
Lieutenant puis capitaine, il exerce la fonction d'aide de camp, auprès de son beau-frère le général Ignace Michaud (1805-1807) puis auprès de l'Etat-major du prince Eugène de Beauharnais (1807-1812).
Promu chef de bataillon en mai 1812, il est affecté en corps de troupe au 55e régiment d'infanterie de ligne. Durant la retraite de Russie, la 12e division commandée par le général Louis Partouneaux, à laquelle Landevoisin appartient, passe de Smolensk à Mstsislav, plus au Sud, pour servir de réserve à la Grande Armée, puis est employée comme extrême arrière-garde pour protéger le passage de la Bérézina face aux troupes de Platow et de Wittgenstein. C'est durant cet épisode terrible de novembre 1812 que Landevoisin est fait prisonnier en commandant un régiment. Il reste 13 mois prisonnier en Sibérie.
Rentré de captivité en France en septembre 1814, il est nommé adjudant-commandant honoraire en janvier 1815.
Il est promu colonel en septembre 1815 et appelé au commandement de la légion de l'Oise devenue en 1820 le 30e de Ligne,.
Il est créé baron par ordonnance du 2 mars 1816, titre non régularisé par la suite (lettres patentes non retirées).
Il fait à la tête de ce régiment la campagne victorieuse de l'Expédition d'Espagne de 1823.
Commandeur de la Légion d'honneur, le colonel de Landevoisin est admis au traitement de réforme en 1830 et se retire à Laval.
Il meurt au château d'Auvillers, le 21 janvier 1864. Ses funérailles ont lieu à la Cathédrale de la Sainte-Trinité de Laval le 25 janvier 1864.

## Décorations

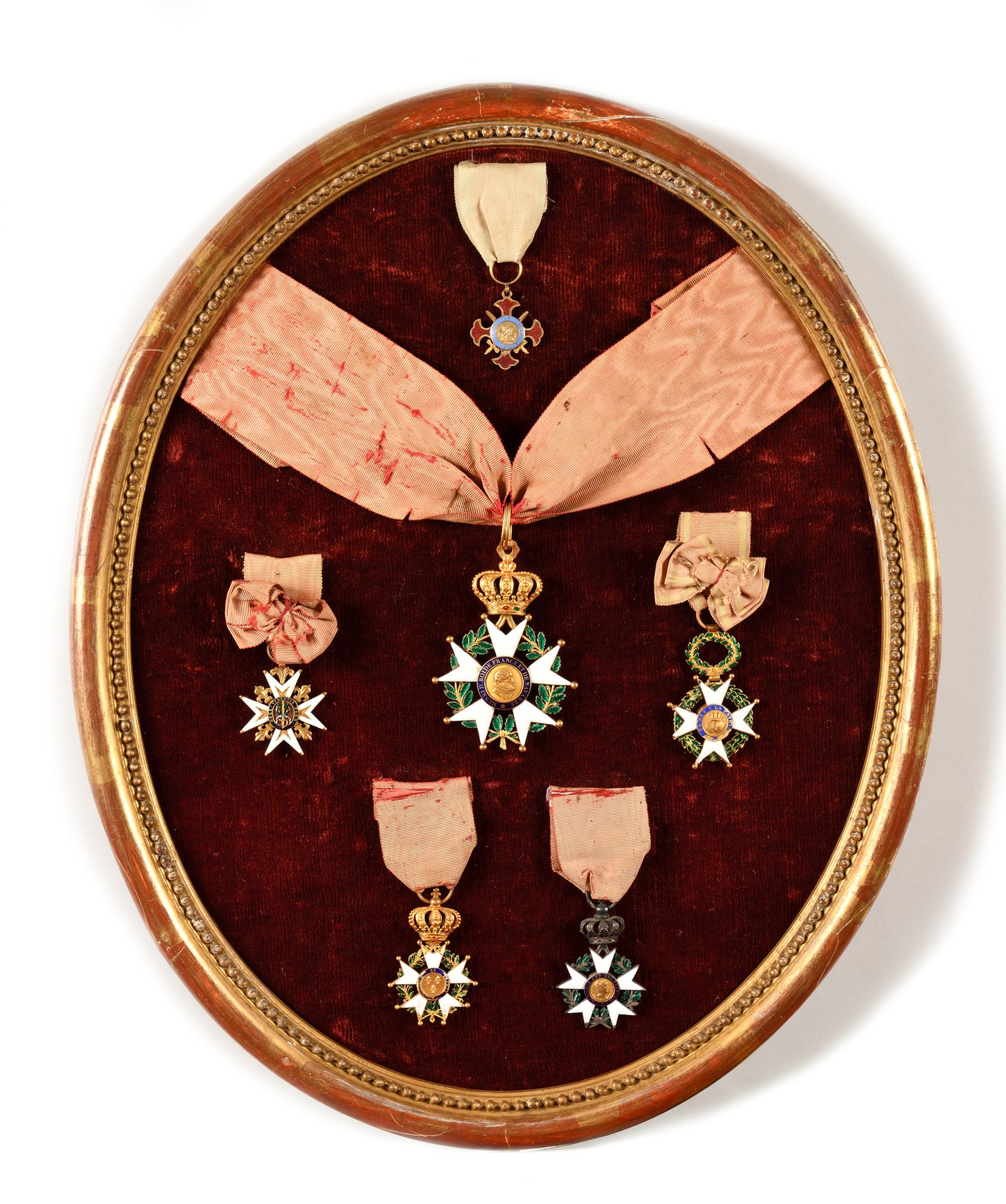
Décorations du colonel de Landevoisin

- Commandeur de la Légion d'honneur (23 mai 1825) ; officier du 24 août 1820, chevalier du 15 août 1812[6].
- Chevalier de l'ordre royal et militaire de Saint-Louis (25 septembre 1815)[6],[11].
- Chevalier de 2e classe de l'Ordre de Saint-Ferdinand d'Espagne[10].
- Chevalier de l'Ordre de Saint-Georges de Naples[7].

### Sources
« Armand-René Soucanye de Landevoisin », dans Alphonse-Victor Angot et Ferdinand Gaugain, Dictionnaire historique, topographique et biographique de la Mayenne, Laval, A. Goupil, 1900-1910 [détail des éditions] (BNF 34106789, présentation en ligne), t. III., p. 720.